# Bram Stoker's Dracula (película de 1974)

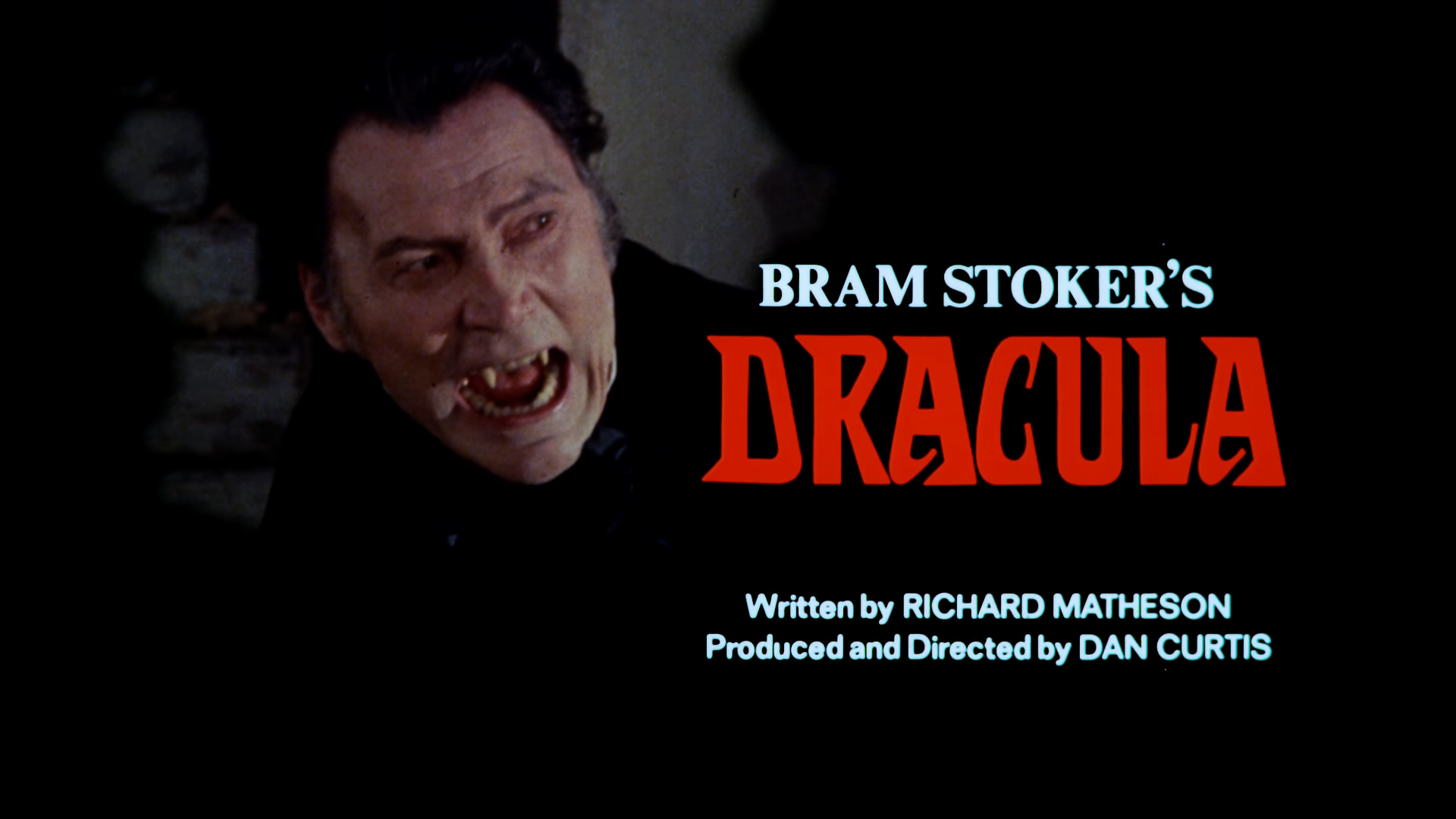
Captura del tráiler de la película, con Jack Palance interpretando al Conde Drácula.

Drácula, también conocida como Drácula de Bram Stoker y Drácula de Dan Curtis, es una película de terror gótico británica de 1974 hecha para televisión y adaptada de la novela Drácula de Bram Stoker de 1897. Fue escrita por Richard Matheson y dirigida por el creador de Dark Shadows Dan Curtis, con Jack Palance en el papel principal. Fue la segunda colaboración de Curtis y Palance después de la película para televisión de 1968 El extraño caso del Dr. Jekyll y Mr. Hyde.

## Trama
Bistritz, Hungría, mayo de 1897: los nativos transilvanos parecen asustados cuando se enteran de que el abogado Jonathan Harker acude al castillo de Drácula. Jonathan encuentra al Conde brusco e impaciente por hacer las cosas. Drácula reacciona con mucha fuerza a una fotografía de la prometida de Harker, Mina, y su mejor amiga Lucy. Después de evitar que sus novias devoren a Harker, el Conde obliga al joven abogado a escribir una carta diciendo que se quedará en Transilvania durante un mes. En una ocasión, Harker baja por la muralla del castillo y encuentra el ataúd de Drácula, pero es atacado y noqueado por uno de los sirvientes gitanos del Conde. 
Posteriormente, el navío Demeter encalla llevando solo a Drácula y al capitán muerto atado al timón. Poco después, Lucy comienza a enfermarse. Su prometido, Arthur Holmwood, está perplejo y llama al Dr. Van Helsing. El médico comienza a reconocer lo que podría estar sucediendo, especialmente después de que Lucy sale de su casa en Hillingham y la encuentran, sin sangre, debajo de un árbol a la mañana siguiente. Drácula tiene recuerdos de su esposa, de quien Lucy es la viva imagen, en su lecho de muerte siglos antes.
La madre de Lucy está en la habitación con Mina cuando Drácula viene a llamar por última vez, con forma de un lobo que destroza la ventana. Lucy no tarda en reanimarse y se acerca en la noche a la ventana de la casa de Arthur, suplicando que la dejen entrar. Arthur lo hace, encantado y asombrado de que esté viva, sin saber que ahora es un vampiro bajo el control de Drácula. Esto hace que casi lo muerda, pero Van Helsing lo interrumpe con un crucifijo, haciendo que ella huya. Van a la tumba de Lucy y le clavan una estaca de madera en el corazón. Cuando más tarde Drácula acude a la tumba y la llama, se vuelve loco al comprobar que está realmente muerta.
Mina le cuenta a Van Helsing la historia de las noticias sobre el Demeter y las cajas de tierra que portaba, y que Jonathan partió a reunirse con Drácula para venderle una casa. A partir de estas pistas, Van Helsing y Holmwood se dedican a encontrar todas las "cajas de tierra" de Drácula, excepto una (que contiene su tierra natal, en la que un vampiro debe descansar). Pero de vuelta al hotel, los cazadores de vampiros descubren que Drácula está allí buscando venganza. Ha mordido a Mina, y ante sus ojos la obliga a beber sangre de un corte autoinfligido en su pecho. Todo lo que aman, todo lo que es suyo, lo tomará, dice.
El rastreo de Drácula hasta su casa comienza cuando Van Helsing hipnotiza a Mina. A través del vínculo de sangre, ella ve a través de los ojos de Drácula y descubre hacia dónde se dirige. En el castillo, Van Helsing y Holmwood encuentran y estacan a las novias. Jonathan, ahora convertido en un vampiro rabioso y sediento de sangre, ataca a Arthur y a Van Helsing, pero en la lucha es derribado por Arthur en un pozo de pinchos y muere. El enfrentamiento final con Drácula tiene lugar en lo que parece un gran salón de baile. Las cruces que empuñan los dos hombres son algo que Drácula no parece querer mirar, pero se impone a ellos y les quita las cruces. Van Helsing baja las cortinas de la ventana y entra la luz del sol. Drácula se debilita y finalmente se adormece lo suficiente para que Van Helsing le atraviese el corazón con una larga lanza.
Allí lo dejan. Ante el retrato de un Drácula guerrero vivo, con la doble de Lucy al fondo, se desplaza por la pantalla un texto que habla de un caudillo que vivió en la zona de Hungría conocida como Transilvania, y de cómo se decía que había encontrado la forma de vencer a la muerte, una leyenda que nadie ha desmentido.

## Elenco
- Jack Palance como el Conde Drácula / Vlad III el Empalador
- Simon Ward como Arthur Holmwood
- Nigel Davenport como Abraham Van Helsing
- Fiona Lewis como Lucy Westenra / María, esposa fallecida de Drácula
- Murray Brown como Jonathan Harker
- Penelope Horner como Mina Murray
- Pamela Brown como la Sra. Westenra
- Sarah Douglas como una de las esposas de Drácula
- Virginia Wetherell como una de las esposas de Drácula
- Barbara Lindley como una de las esposas de Drácula
- George Pravda como posadero
- Hana Maria Pravda como esposa del posadero
- Reg Lye como cuidador del zoológico
- John Pennington como empleado de envío

## Producción
Dan Curtis decidió filmar Drácula de Bram Stoker en dos lugares: Yugoslavia, donde había castillos antiguos y tierra tranquila, e Inglaterra, donde se desarrolla el resto de la historia.

## Lanzamiento
La transmisión inicial de CBS-TV en octubre de 1973 fue sustituida por un discurso de Richard Nixon sobre la renuncia de Spiro Agnew por lo que finalmente, fue transmitida en febrero de 1974. Mas precisamente el 8 de febrero de 1974.
CBS aprovechó sabiamente el exitoso estreno de la adaptación con el mismo título del director Francis Ford Coppola, Drácula de Bram Stoker (1992), para retransmitir la película de nuevo el 28 de noviembre de 1992 (dos semanas después del estreno de Coppola).

## Legado
Según los extras del DVD de la película, a Jack Palance se le ofreció el papel de Drácula varias veces más después de su primera actuación, pero las rechazó todas.
El título original era Drácula de Bram Stoker. La película también fue lanzada bajo ese título en VHS y Laserdisc. Francis Ford Coppola y Columbia Pictures compraron los derechos de ese título a principios de la década de 1990. Coppola quería dejar en claro que su película de Drácula no se parecía a ninguna otra película de Drácula anterior. La película de Coppola también se inspira en los dos elementos clave de la película de Curtis que la separaron de otras adaptaciones: hacer que el personaje de Drácula y el histórico Drácula, Vlad el Empalador, sean una y la misma persona, y un romance de reencarnación con la esposa muerta de Drácula (que en esta película era Lucy, en lugar de Mina como en la película de Coppola). Casi todos los lanzamientos para video doméstico de la película de Curtis se han lanzado desde entonces bajo el título Drácula de Dan Curtis o simplemente Drácula. 
La serie de Marvel Comics The Tomb of Dracula presenta a un Drácula cuya apariencia se basó en la de Jack Palance. En ese momento, Palance aún tenía que interpretar a Drácula y el artista de La Tumba de Drácula Gene Colan tomó la idea de la actuación de Palance en El extraño caso del Dr. Jekyll y Mr. Hyde de Dan Curtis, en la que apareció en 1968.